# Adolfo Cambiaso

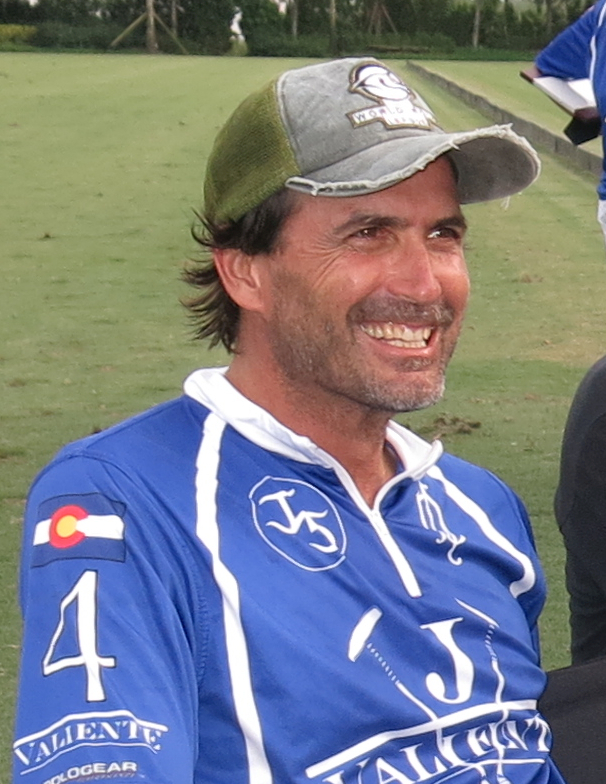
Adolfo Cambiaso, Team Valiente, 2019

Adolfo Cambiaso (* 15. April 1975 in Cañuelas, Buenos Aires) ist ein argentinischer Polospieler mit einem Handicap von 10. Er stand 2017 auf Platz 1 der Weltrangliste. Seine Spitznamen lauten Adolfito oder Dolfi.

## Leben

### Frühe Jahre
Wie die meisten argentinischen Polospieler, wuchs auch Adolfo auf einer Estancia (Farm) auf. Seinen Eltern Adolfo Cambiaso (Sen.) und Martina de Estrada Lainez gehörte die Polo-Schule „La Martina“ bei Cañuelas. So ist es nicht verwunderlich, dass seine Mutter ihn und seine Halbbrüder Marcial und Salvador Socas ermutigte, Polo zu spielen. Ursprünglich erhielt er Tennis-Unterricht, den er jedoch nicht lange durchhielt, weil er zu viel trainieren musste und er lieber etwas mit Pferden machen wollte.
Als er 12 Jahre alt war, hatte er bereits ein Handicap von +1. Ein Jahr später, mit einem Handicap von 3, gewann er den Eduardo Heguy Cup mit dem La Martina Team, zu dem auch sein Vater gehörte. Mit 14 fing seine Karriere als professioneller Spieler an, als er mit dem San Diego Team 1989 den Campaña del Desierto Cup gewann. Ein Jahr später siegte er mit La Martina bei den Renault Cup Open und er wurde auf Handicap 6 heraufgestuft.

### 1990 bis 1994

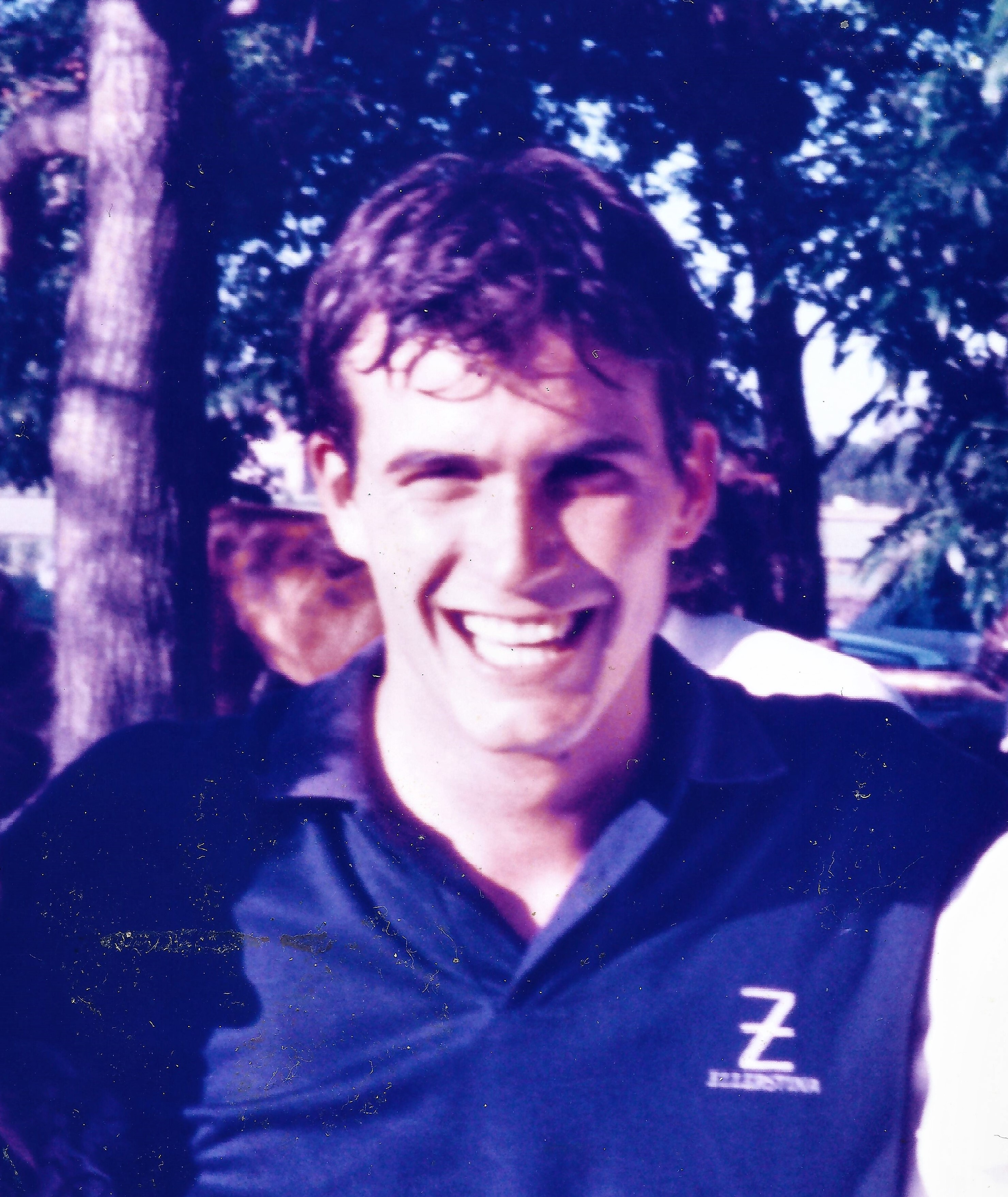
Adolfo Cambiaso für Ellerstina im Finale der Tortugas Open, 1994

Adolfito gewann 24 Turniere in Argentinien, den USA und England für Teams wie La Martina, Ellerstina/Ellerston und andere. 1994 gewann er mit Ellerstina (bestehend aus Cambiaso, Mariano Aguerre, Gonzalo Pieres sen. und Carlos Gracida) die „Triple Corona“ (Gewinn der Argentine Open, Hurlingham Open und Tortugas Open in einem Jahr) und wird mit 19 Jahren als bis dahin jüngster Spieler in Argentinien auf Handicap 10 heraufgestuft, zwei Jahre zuvor erhielt er bereits dieses Handicap für die USA.

### 1995 bis 1999
Er spielte weiter für La Martina, Ellerstina/Ellerston, White Birch und Outback, gewann insgesamt 31 Turniere, darunter weitere zweimal die Argentine Open (1997 und 1998), und gründete 1997 sein eigenes Team La Dolfina zusammen mit Bartolomé Castagnola.

### 2000 bis 2004
In diesem Zeitraum trägt er 33 Pokale nach Hause. Er hört auf, für Ellerstina zu spielen, aber hat Erfolg mit seinem eigenen Team, mit dem er 2002 die Argentine Open gewinnt. In England spielt er für das Dubai Team, mit dem er dreimal den Queen’s Cup und zweimal den Gold Cup gewinnt, neben anderen Turniergewinnen.

### 2005 bis heute

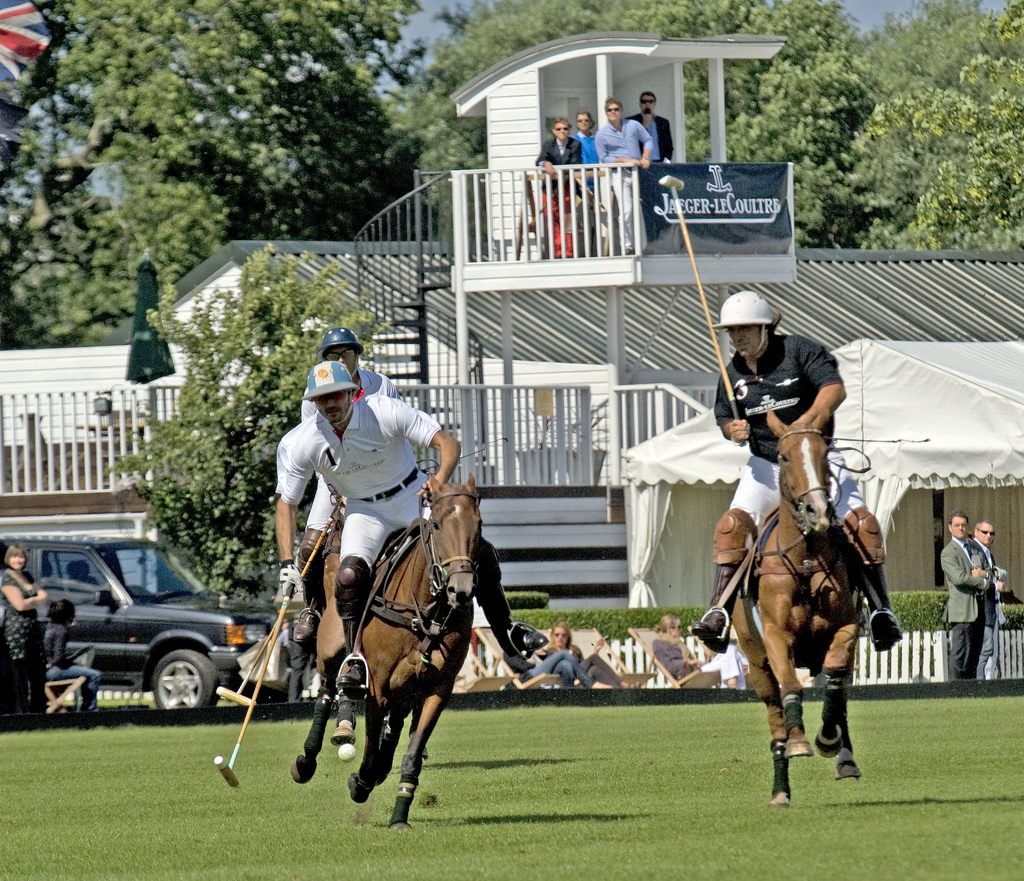
Adolfo Cambiaso und Alejandro Diaz Alberdi beim Polospiel beim Jager LeCoultre day im Ham Polo Club in London (2008)

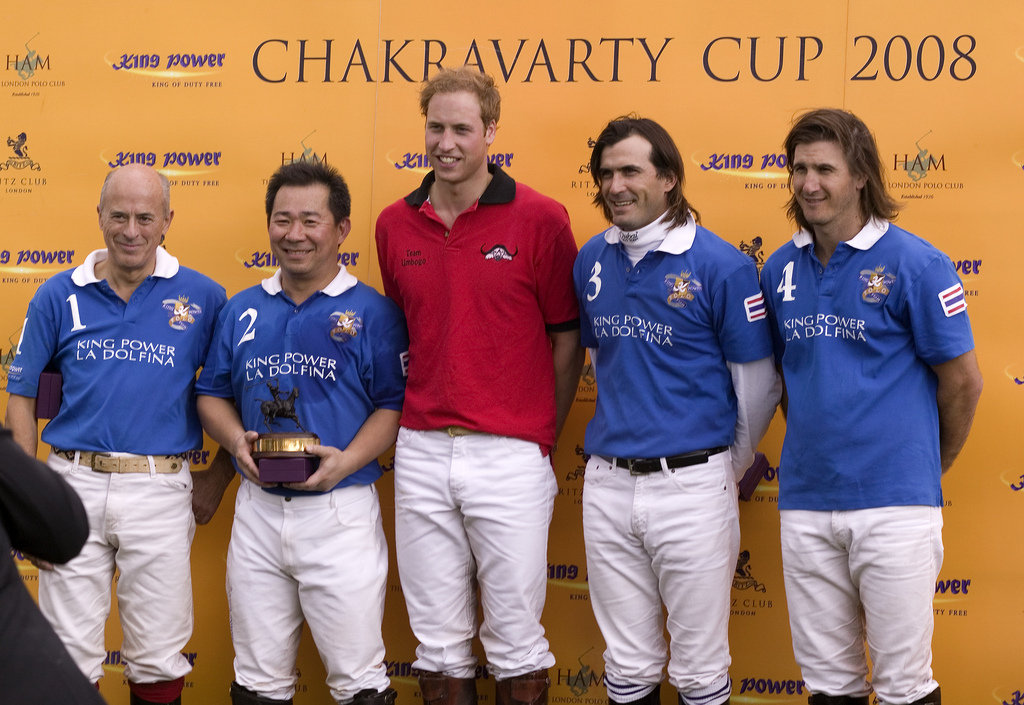
Chakravarty Cup 2008: Paul Barry, Vichai Raksriaksorn, Prinz William, Adolfo Cambiaso und Martin Valent

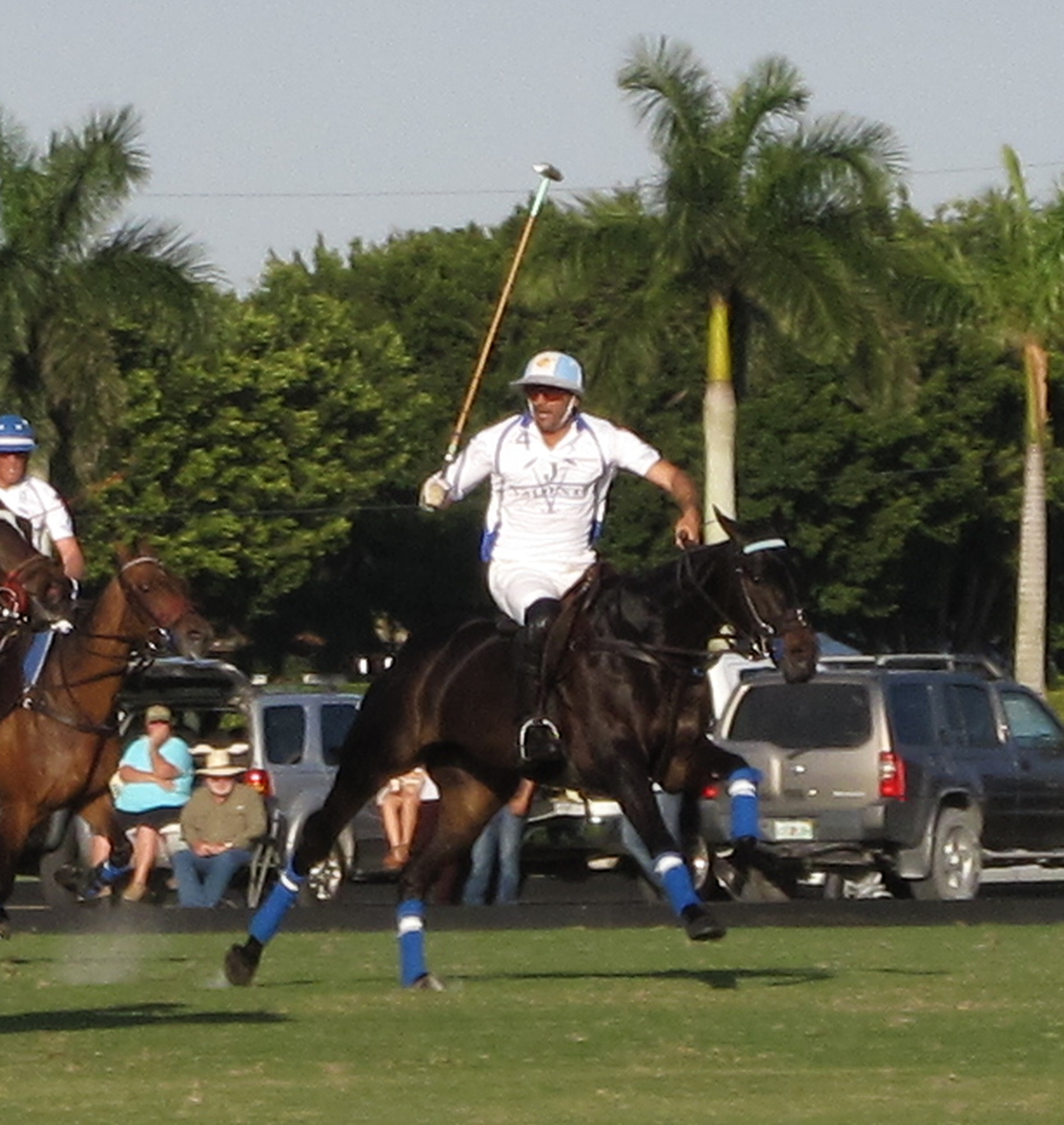
Adolfo Cambiaso, Team Valiente, USPA Gold Cup, 2016

Cambiasos La Dolfina Team entwickelte sich zu einem der besten Teams der Gegenwart und siegte weitere viermal (2005, 2006, 2007 und 2009) bei den Argentine Open.
Im Jahr 2005 schlug das Team den Gegner Ellerstina mit 20-19, das höchste Ergebnis in einem Finalspiel der Open. Er spielte weiterhin erfolgreich für das Team Dubai in England und wurde Team-Kapitän für Crab Orchard in den USA, wo er Pokale der US Open und des USPA Gold Cup nach Hause brachte.
2008 verliert sein Team im Finale der Argentine Open mit einem Tor Rückstand gegen Ellerstina.
2009 ist Cambiaso Kapitän des argentinischen Teams für den Coronation Cup in England, das seine Mannschaft eindeutig 12-5 gegen das englische Team gewinnt.
Im Finale der Argentine Open 2009 steht Cambiaso mit La Dolfina wieder Ellerstina gegenüber. Erneut wird das Finale erst in der Verlängerung entschieden, La Dolfina gewinnt 17-16. Er wird als Torschützenkönig des Turniers ausgezeichnet und erhält den Lady Susan Townley Cup für sein Pferd „Dolfina Cuartetera“.
2010 gewinnt er mit Crab Orchard die US-amerikanische „Triple Crown“ sowie in Großbritannien den Queen’s Cup und den Gold Cup. In Argentinien traf sein Team La Dolfina erneut im Finale der Argentine Open auf Ellerstina, verliert aber mit einem Tor Rückstand.
2011 konnte Cambiaso mit La Dolfina erneut die Argentine Open in Palermo gewinnen, 2012 ging der Sieg jedoch an Ellerstina.
Von 2013 bis 2017 konnte Cambiaso mit La Dolfina jedes Jahr die Argentine Open gewinnen.

## Resümee
Er wird, neben Juan Carlos Harriott, als der beste Polospieler der Welt angesehen. Er hat (bis einschließlich 2010) 17-mal an den Argentine Open teilgenommen, 8-mal gewonnen und weitere 6-mal im Finale gespielt, wobei er über 560 Tore erzielt hat und damit den Rekord von Bautista Heguy mit 531 Toren gebrochen hat.
Er erhielt zahlreiche Auszeichnungen, darunter 1997 (und danach noch mehrere Male) die Olimpia Plata als wichtigster argentinischer Polospieler und 2014 die Olimpia de Oro als Argentiniens Sportler des Jahres. 1997 wurde er als „Bester Spieler im Finale der Argentine Open“ und 1998 für seinen Rekord von 67 Toren in den Argentine Open ausgezeichnet. Unzählige Male erhält er auch die Ehrung als „Most Valuable Player“ (MVP) als wertvollster Spieler in einem Polomatch.

## Pferde
Cambiaso begann um 2000 mit der Zucht von Poloponies. Heute sind auf seinen Pferdefarmen rund 1000 Pferde. So kommen die Pferde, die er reitet, zum größten Teil aus seiner eigenen Zucht und er hat schon mehrere Preise auf der Exposicion La Rural (Landwirtschaftsausstellung in Buenos Aires) erhalten.
Seine bekanntesten Pferde sind Lili, Ilusión, Sospechosa, La Osa und sein Favorit Colibrí. Aber eines seiner besten Pferde war der berühmte Hengst Aiken Cura. Unglücklicherweise brach sich das Pferd in den Argentine Open 2006 in den letzten Minuten des Spiels das linke Vorderbein, so dass es im Januar 2007 eingeschläfert werden musste. Heute sind seine bekanntesten Pferde Mambo, Buenaventura und seine Erfolgsstute Dolfina Cuartetera.
2006 und 2009 wurde Dolfina Cuartetera von der „Association Argentina de Criodores de Caballos de Polo“  als das „beste argentinische Polopferd“ geehrt. Sie wurde 2009 und 2010 mit dem „Lady Susan Townley Cup“ ausgezeichnet. Dolfina Cuartetera gehörte dem Poloclub La Dolfina. Gezogen und geritten wurde sie von Cambiaso.
2016 gewann Cambiaso mit La Dolfina die Argentine Open. Er trat mit sechs Stuten namens Cuartetera 01 bis 06, die alle Klone von Cuartetera sind, an.

## Privatleben
Cambiaso ist seit 2001 mit dem argentinischen Model María Vazquez verheiratet, mit ihr hat er drei Kinder. Seine Tochter Mia Cambiaso wurde 2002 geboren und ist ebenfalls eine professionelle Polospielerin.
Für die Geburt seines Sohns Adolfo Cambiaso im Jahr 2005 verließ Cambiaso ein Vorrundenspiel der Open gegen Centauros-Beaufort nach dem vierten Chukka, um seiner Frau im Krankenhaus beizustehen. Im September 2010 kam Tochter Myla Cambiaso zur Welt. Die Familie lebt auf einer Estancia bei Vicente Casares (nahe Cañuelas), 60 km südlich von Buenos Aires.